# Rastatter Gesandtenmord
Koordinaten: 48° 51′ 54,5″ N, 8° 11′ 58″ O

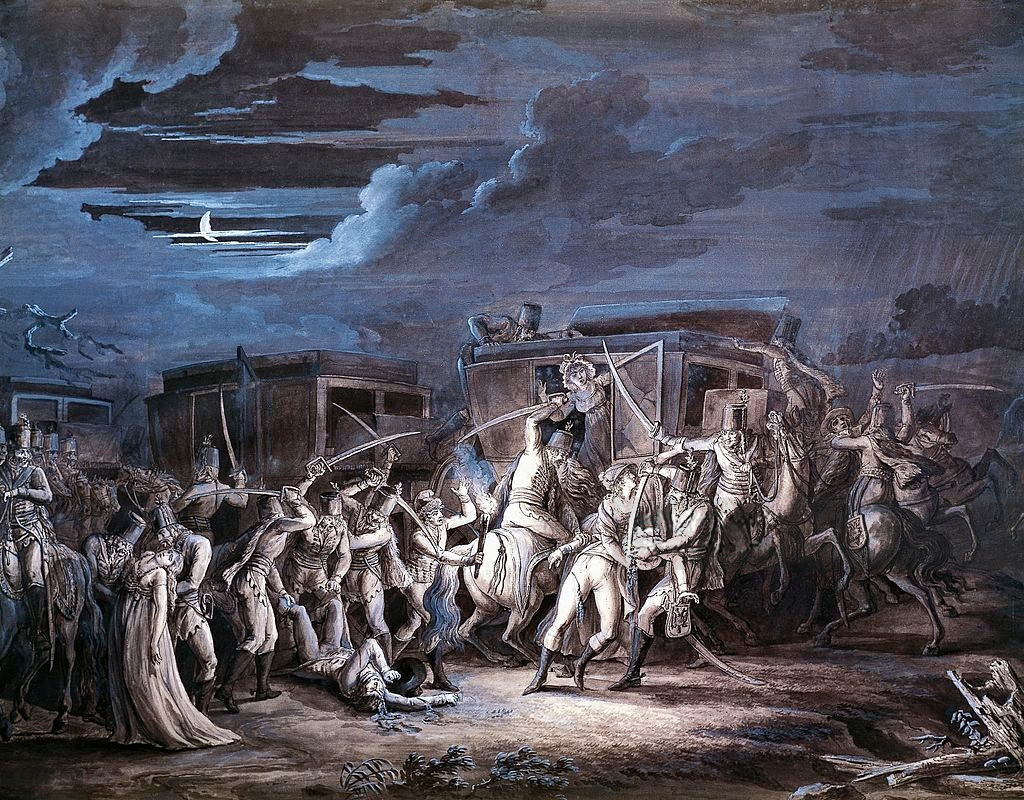
Nachempfindung des Geschehens

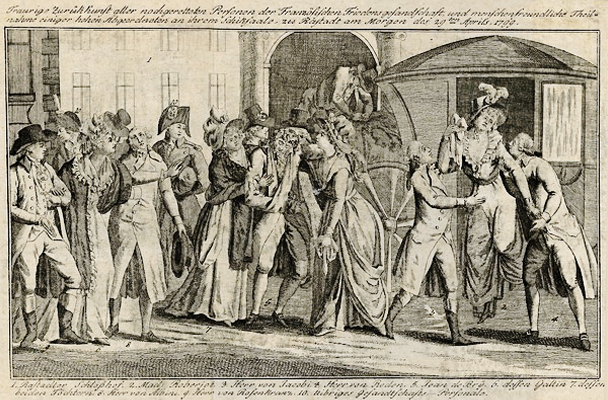
Ankunft zweier Überlebender in Rastatt. Madame Roberjot (rechts) und Debry (Mitte), der von seinen Töchtern gestützt wird.

Der Rastatter Gesandtenmord in den Nachtstunden des 29. April 1799 beendete die Friedensbemühungen zwischen Frankreich und Österreich.

## Die Ereignisse in Rastatt
Vier französische Diplomaten, Antoine Bonnier d’Alco aus Montpellier, vor der Revolution Präsident des dortigen Gerichts, der Rechtsanwalt Jean Antoine Debry (andere Schreibweise de Bry), der ehemalige Priester Claude Roberjot und der Generalsekretär Heinrich Karl Rosenstiel sollten während des preußisch-österreichisch-französischen Friedenskongresses in Rastatt über bestimmte, sich aus dem Frieden von Campo Formio von 1797 ergebende Fragen verhandeln.
Am 10. März forderte der Oberbefehlshaber des Heeres Erzherzog Karl alle französischen Diplomaten zum Verlassen Deutschlands auf. Der österreichische Abgeordnete Franz Georg Karl Graf von Metternich-Winneburg verließ die Konferenz am 13. April. Über die Karlsruher Zeitung verbreitete er: „Da nun die Neutralität des Kongressortes aufhört, so werden auch die französischen Minister sich wahrscheinlich nicht mehr lange hier aufhalten.“ Doch der französische Außenminister Talleyrand befahl seinen Gesandten zu bleiben.
Am 17. April erhielt der österreichische Oberst Joseph Barbaczy den Befehl, den Ort mit seinem 11. Szekler Husarenregiment abzuriegeln, alle französischen Kuriere und Diplomaten zu kontrollieren und ihre Geheimpapiere zu beschlagnahmen.
Am 22. April fand die 97. und letzte Tagung statt. Am nächsten Tag reisten die teilnehmenden Diplomaten ab, mit Ausnahme der Franzosen, da der Oberst verkündete, Rastatt sei ohne Metternich kein Konferenzort mehr, und er könne nicht für ihre Sicherheit garantieren.
Am 28. April ließ er den Ort besetzen und abriegeln. Die Franzosen erhielten ein Ultimatum, innerhalb von 24 Stunden abzureisen. Dem kamen sie in der folgenden Nacht nach; am 28. April gegen 22 Uhr verließen sie Rastatt.
Was dann geschah, wurde nie geklärt. Bonnier und Roberjot wurden nahe Rastatt ermordet und noch am Abend des 29. April im Ort feierlich beigesetzt. Debry wurde leicht verwundet, konnte jedoch „wie durch ein Wunder“ entkommen und sich zunächst in einem Wald verbergen, bis ihn Bauern am nächsten Morgen zur Unterkunft des preußischen Gesandten, Graf Johann Eustach von Görtz, brachten. Graf Görtz nahm Debry auf, ließ seine Wunden versorgen und protestierte scharf gegen das Vorgehen der Husaren. Auch Rosenstiel konnte entkommen und fand im Quartier des badischen Abgeordneten Emanuel Meier, Zuflucht, einem Mitglied der Delegation  Karl Friedrichs von Baden.

## Versuche der Aufklärung / Theorien über die Anstifter
Oberst von Barbaczy versprach, den Fall zu untersuchen und die Mörder zu verhaften. Erzherzog Karl setzte am 1. Mai eine Kommission ein, die in Villingen im Schwarzwald unter dem Vorsitz des Grafen Johann Rudolf von Spork (1755–1806) tagte. Ihre geheime Arbeit dauerte ein halbes Jahr und endete mit einer Zeitungsnotiz, der zufolge die Ergebnisse nach Wien gesandt worden waren. Dort verschwanden sie spurlos.
Oberst von Barbaczy wurde im Folgenden selbst verhaftet, zusammen mit mehreren Soldaten, die sich der Tat gerühmt hatten, aber kurz darauf wieder freigelassen und zum Generalmajor befördert. Eine Anklage wegen Raubmord verlief im Sande.
Gleich nach der Tat und das ganze 19. Jahrhundert hindurch wurde heftig über die Frage gestritten, wer den Mord in Auftrag gegeben habe. Unter den auf dem Rastatter Kongress vertretenen Regierungen war keine, die nicht irgendwann von irgendjemandem dieses Verbrechens beschuldigt worden wäre.
- Das Direktorium der französischen Republik klagte bei der Trauerfeier für Bonnier d’Alco und Roberjot, die beide dem Rat der Fünfhundert angehört hatten, die britische Regierung als Urheber an.[11]
- Preußen beschuldigte Österreich, den Mord befohlen zu haben. Die Befürworter dieser These verwiesen darauf, dass Erzherzog Karl die bei den beiden toten Gesandten vorgefundenen Papiere hatte nach Wien schicken und sich vorlegen lassen. Denn seit dem im Jahre 1795 geschlossenen Frieden von Basel zwischen Frankreich und Preußen befürchtete er weitere Absprachen zwischen diesen beiden Ländern zu Lasten Österreichs.
- Der französische Politiker Jean-Pierre Fabre de l’Aude (1755–1832) bezichtigte Königin Maria Karolina von Neapel-Sizilien, ihren Premierminister John Acton und die britische Regierung des Verbrechens.[12]
- Der Historiker Carl Mendelssohn Bartholdy vermutete die Anstifter in Kreisen französischer Emigranten.[13] Dagegen argumentierte der badische Jurist Josef von Reichlin-Meldegg.[14]
- Der badische Historiker Arthur Heinrich Böhtlingk (1849–1929) verfocht die These, eine Fraktion des Direktoriums und Napoleon Bonaparte stünden hinter dem Mord.[15]

## Gedenken
Mit zahlreichen Illustrationen, die sich mehr oder weniger genau an den näheren Umständen orientierten, wurde der Tathergang in Szene gesetzt.

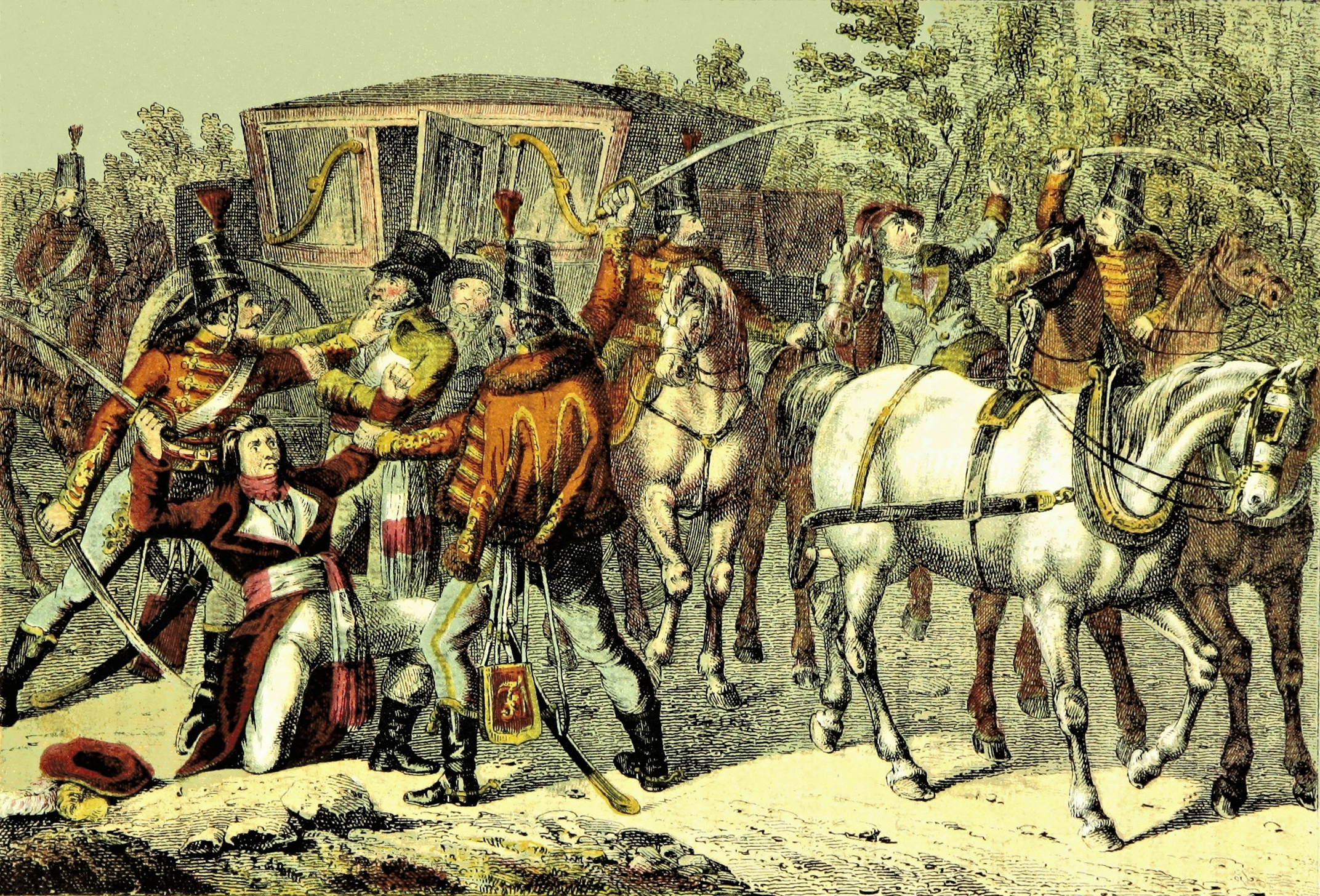
Albumblatt von 1858

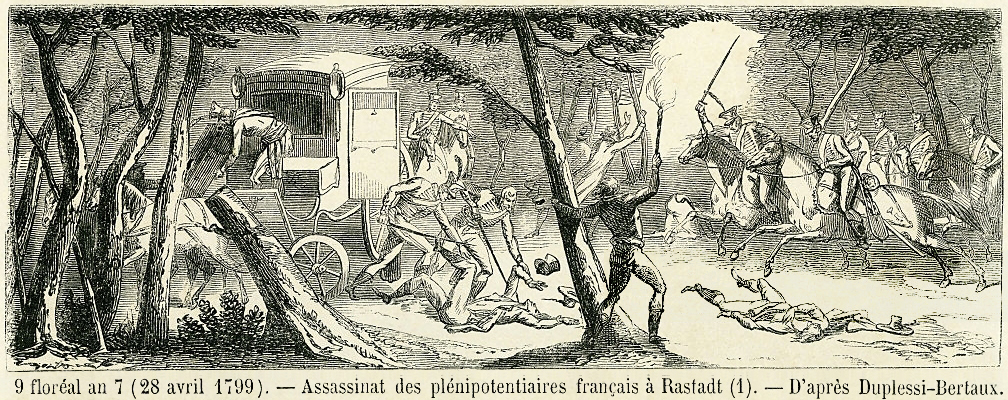
Kupferstich nach Duplessis-Bertaux

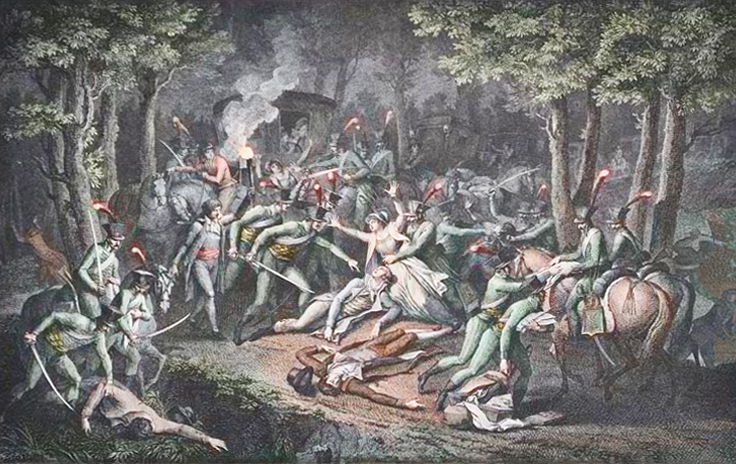
Stich von Isidore Stanislas Helman

Die Stelle, wo die Morde begangen wurden, liegt in einem kleinen Park in der Nähe der Kreuzung „Am Gedenkstein“ und „Kinkelstraße“. Hier errichtete die Stadt Rastatt einen Gedenkstein und eine Gedenktafel.

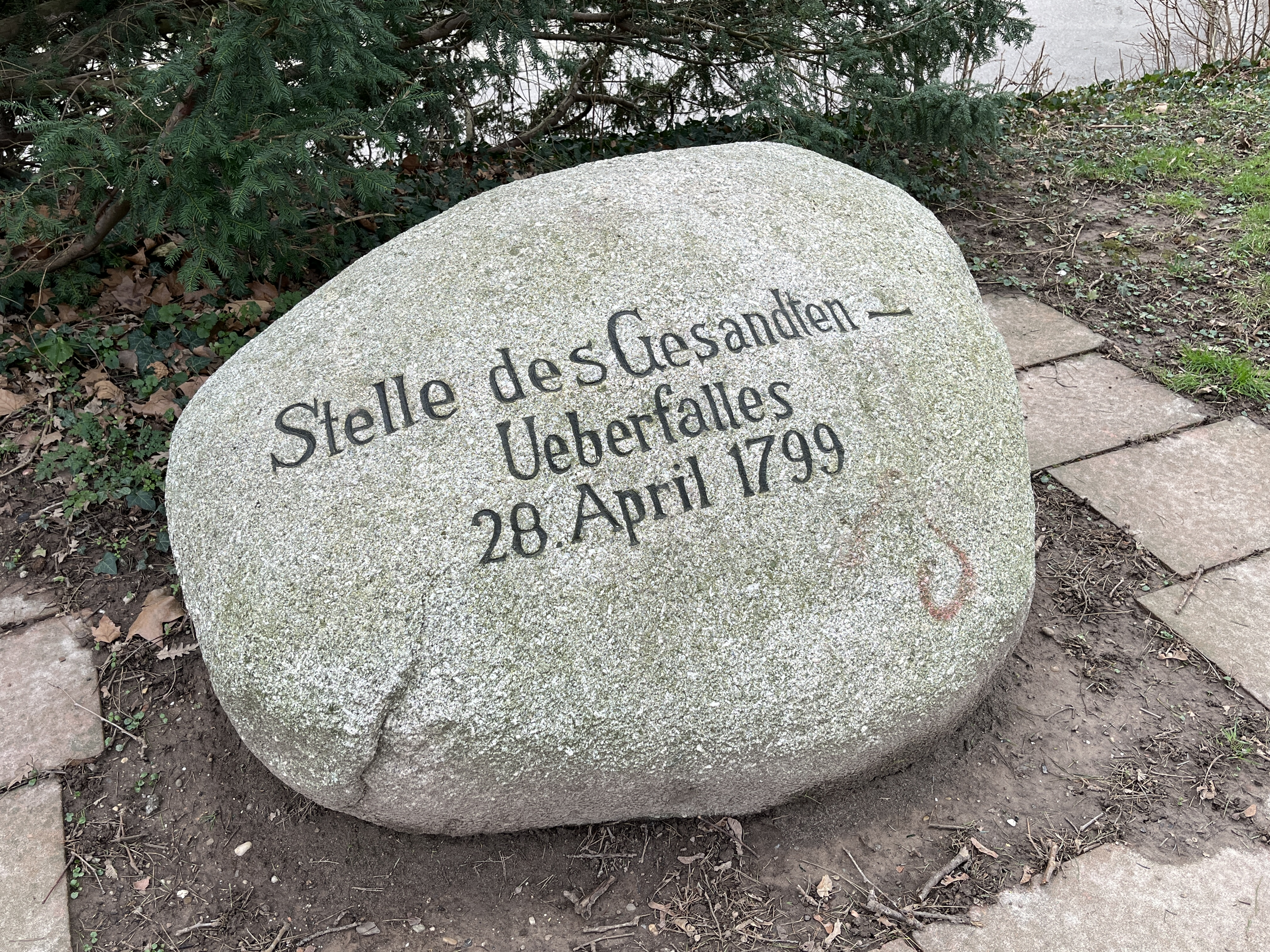
Gedenkstein

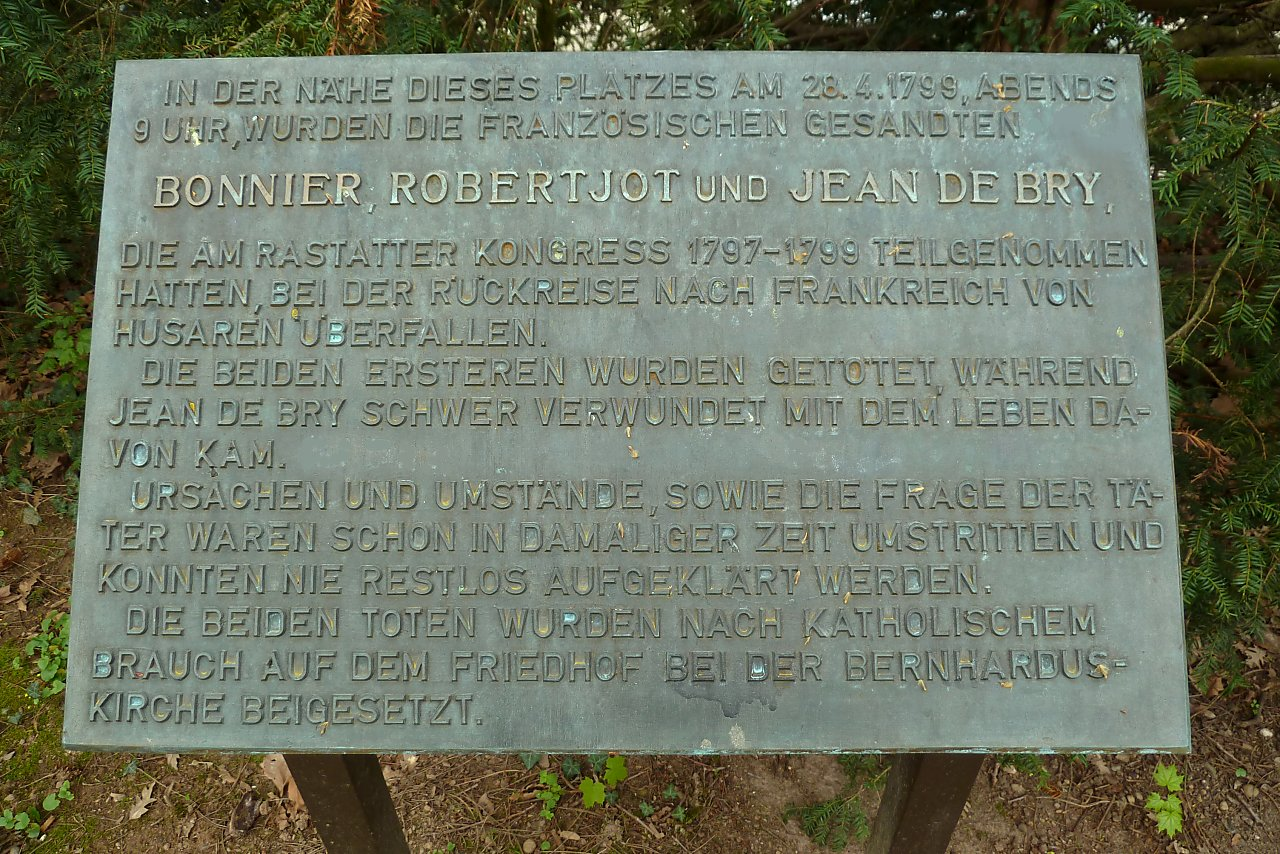
Gedenktafel

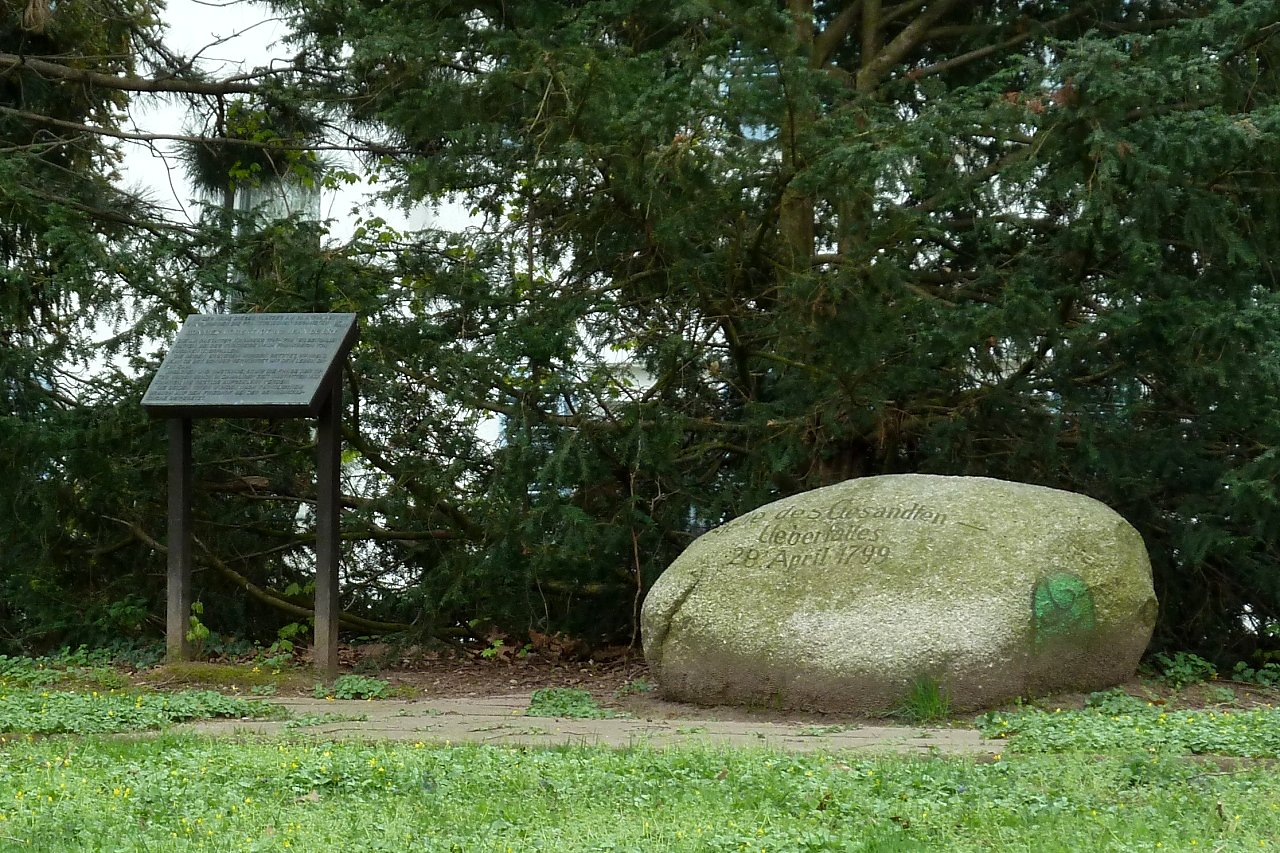
Gedenkstelle